# Großer Zellerhut

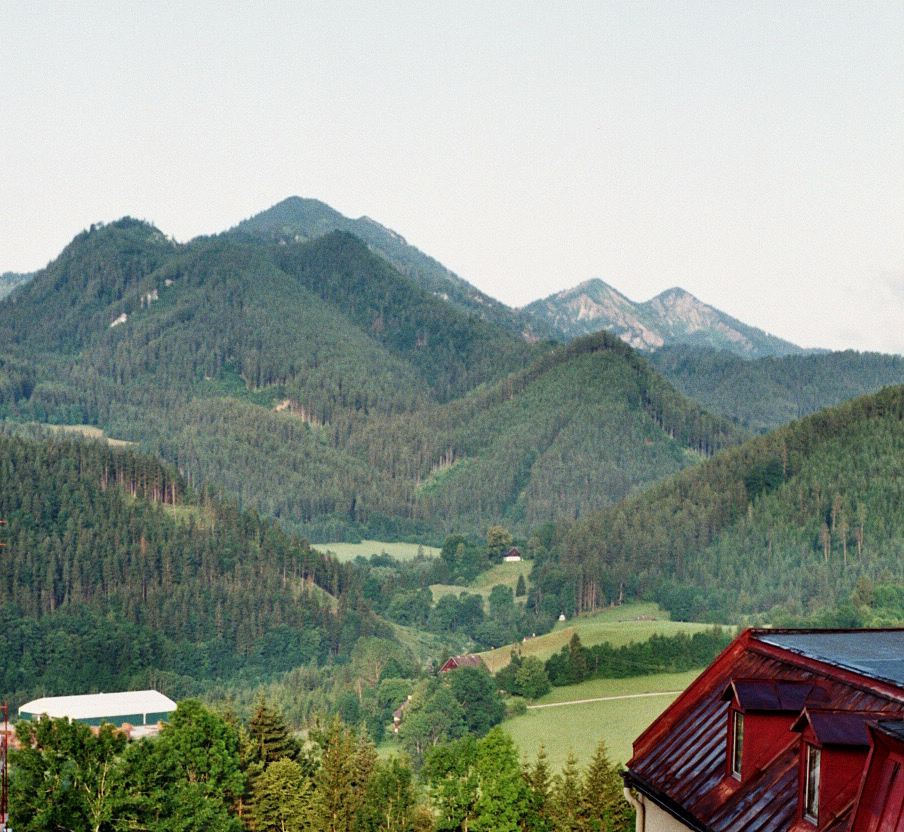
Blick von Mariazell über den Kamm, der über Vorderen und Mittleren Zellerhut zum Großen Zellerhut (hinten rechts) führt

Der Große Zellerhut (auch Großer Zeller Hut) ist ein Berg in den Ybbstaler Alpen an der Grenze zwischen den österreichischen Bundesländern Niederösterreich und Steiermark, neun Kilometer westlich von Mariazell. 
Der Große Zellerhut hat wie auch die meisten benachbarten Gipfel eine auffallend deutliche Kegelform. Östlich des Großen Zellerhuts liegen auf steirischem Gebiet in einem Kilometer Entfernung der Mittlere Zellerhut 1586 m ü. A. und in zweieinhalb Kilometern Entfernung der Vordere Zellerhut 1629 m ü. A. An der Nordseite des Großen Zellerhuts entspringt die Ybbs.

## Aufstiegsrouten
Der Normalweg auf den Großen Zellerhut führt vom Hubertushof in der Grünau durch den Seewirtgraben und über den Zellersattel in etwa zweieinhalb Stunden zum Gipfel. Der Gipfel kann aber auch in einer Kammwanderung von Mariazell aus über den Köckensattel sowie den Vorderen und Mittleren Zellerhut erstiegen werden. Dieser Aufstieg nimmt vier bis viereinhalb Stunden in Anspruch. Von Neuhaus aus kann der Große Zellerhut auf verschiedenen Routen teilweise weglos und mühsam in etwa drei Stunden erstiegen werden. Im Winter sind die Zellerhüte ein schneesicheres Skitourengebiet, die zum Teil anspruchsvolle Abfahrten bieten.

## Geologie
An seiner Südseite besteht der Große Zellerhut aus Dachsteinkalk, der an der Nordseite in Dachsteindolomit übergeht. Die tieferen Teile der Nordflanke sind hauptsächlich aus Ramsaudolomit aufgebaut.